# Inline-skaten op de Wereldspelen 2017
Inline-skaten stond op het programma van de Wereldspelen 2017 in het Poolse Wrocław. Het was de tiende keer dat de sport op het programma van de Wereldspelen stond en de zesde keer dat inline-skates werden gebruikt in plaats van de traditionele rolschaatsen.
De Wereldspelen vonden plaats van 20 tot en met 30 juli 2017, de baanonderdelen van het inline-skaten werden op 21, 22 en 23 juli afgewerkt, de wegonderdelen op 24 en 25 juli.

## Programma
Hieronder is het programma weergegeven voor dit toernooi.
| Piste   | Piste                                | Piste                                |
| Datum   | Mannen                               | Vrouwen                              |
| ------- | ------------------------------------ | ------------------------------------ |
| 21 juli | 300m Tijdrit                         | 300m Tijdrit                         |
| 22 juli | 500m Sprint 10.000m Punten-afvalrace | 500m Sprint 10.000m Punten-afvalrace |
| 23 juli | 1000m Sprint 15.000m Afvalrace       | 1000m Sprint 15.000m Afvalrace       |

| Weg     | Weg                             | Weg                             |
| Datum   | Mannen                          | Vrouwen                         |
| ------- | ------------------------------- | ------------------------------- |
| 24 juli | 200m Tijdrit 20.000m Afvalrace  | 200m Tijdrit 20.000m Afvalrace  |
| 25 juli | 500m Sprint 10.000m Puntenkoers | 500m Sprint 10.000m Puntenkoers |

## Medailles
| Mannen                   | Mannen                  | Mannen                  | Mannen                      |
| Piste                    | Piste                   | Piste                   | Piste                       |
| Afstand                  | Goud                    | Zilver                  | Brons                       |
| ------------------------ | ----------------------- | ----------------------- | --------------------------- |
| 300m Tijdrit             | Simon Albrecht          | Andres Mauricio Jimenez | Gwendal Le Pivert           |
| 500m Sprint              | Simon Albrecht          | Jhoan Guzman            | Lucas Silva Santibanez      |
| 1000m Sprint             | Andres Mauricio Jimenez | Bart Swings             | Elton De Souza              |
| 10.000m Punten-afvalrace | Kuwada Ken              | Livio Wenger            | Milke Alejandro Paez        |
| 15.000m Afvalrace        | Elton De Souza          | Felix Rijhnen           | Peter Michael               |
| Weg                      |                         |                         |                             |
| Afstand                  | Goud                    | Zilver                  | Brons                       |
| 200m Tijdrit             | Ioseba Fernandez        | Simon Albrecht          | Gwendal Le Pivert           |
| 500m Sprint              | Gwendal Le Pivert       | Edwin Estrada           | Jhoan Guzman                |
| 10.000m Puntenkoers      | Bart Swings             | Daniel Niero            | Patxi Peula                 |
| 20.000m Afvalrace        | Bart Swings             | Daniel Niero            | Patxi Peula                 |
| Vrouwen                  |                         |                         |                             |
| Piste                    |                         |                         |                             |
| Afstand                  | Goud                    | Zilver                  | Brons                       |
| 300m Tijdrit             | Geiny Carmela Pajaro    | Yi Seul-an              | Sandrine Tas                |
| 500m Sprint              | Giulia Bonechi          | Fabriana Arias          | Giulia Bongiorno            |
| 1000m Sprint             | Sandrine Tas            | Fabriana Arias          | Alejandra Translavina Lopez |
| 10.000m Punten-afvalrace | Fabriana Arias          | Sandrine Tas            | Yang Ho-chen                |
| 15.000m Afvalrace        | Fabriana Arias          | Sandrine Tas            | Mareike Thum                |
| Weg                      |                         |                         |                             |
| Afstand                  | Goud                    | Zilver                  | Brons                       |
| 200m Tijdrit             | Maria Moya              | Chen Ying-chu           | Yi Seul-an                  |
| 500m Sprint              | Mareike Thum            | Chen Ying-chu           | Rocio Berbel Alt            |
| 10.000m Puntenkoers      | Fabriana Arias          | Sandrine Tas            | Johana Viveros              |
| 20.000m Afvalrace        | Johana Viveros          | Sandrine Tas            | Mareike Thum                |

### Medaillespiegel
| Plaats | Land           | Goud | Zilver | Brons | Totaal |
| 1      | Colombia       | 6    | 4      | 1     | 12     |
| 2      | België         | 3    | 5      | 1     | 9      |
| 3      | Duitsland      | 3    | 2      | 2     | 7      |
| 4      | Frankrijk      | 2    | 0      | 3     | 5      |
| 5      | Italië         | 1    | 2      | 1     | 4      |
| 6      | Chili          | 1    | 0      | 2     | 3      |
| 6      | Spanje         | 1    | 0      | 2     | 3      |
| 8      | Argentinië     | 1    | 0      | 1     | 2      |
| 9      | Chinees Taipei | 0    | 2      | 1     | 3      |
| 10     | Venezuela      | 0    | 1      | 1     | 2      |
| 10     | Zuid-Korea     | 0    | 1      | 1     | 2      |
| 12     | Zwitserland    | 0    | 1      | 0     | 1      |
| 13     | Mexico         | 0    | 0      | 1     | 1      |
| 13     | Nieuw-Zeeland  | 0    | 0      | 1     | 1      |
| Totaal | Totaal         | 18   | 18     | 18    | 54     |

Santa Clara 1981 · 
Londen 1985 · 
Karlsruhe 1989 · 
Den Haag 1993 · 
Lahti 1997 · 
Akita 2001 · 
Duisburg 2005 · 
Kaohsiung 2009 · 
Cali 2013 · 
Wrocław 2017 · 
Birmingham 2022